# Imputación (derecho)
La imputación, en derecho procesal penal, es el señalamiento provisional y precario que indica que una persona en particular es sospechosa de haber cometido un delito, sin necesidad de que existan pruebas. En España el término "imputado" ha sido sustituido del lenguaje jurídico por "investigado", considerado más respetuoso con la presunción de inocencia al no relacionarse necesariamente con la culpabilidad. 
Con diferencias según los países y los sistemas de investigación criminal, la imputación puede ser realizada por los particulares que denuncian un delito, la policía, los fiscales o el juez de investigación o garantía. La imputación se realiza antes que la persona imputada sea llevada a juicio, durante la etapa de investigación del delito (sumario). Por ello, desde el momento de la imputación, las autoridades deben extremar las garantías del debido proceso de la persona imputada, particularmente el derecho a no declarar contra sí misma y el derecho a la defensa. En muchas legislaciones las personas imputadas quedan relevadas de la obligación de decir la verdad y no pueden declarar como testigos.

## Características
La imputación es una decisión característica de la etapa de investigación preliminar del proceso penal, denominada técnicamente instrucción o sumario. Una de las funciones esenciales de los jueces de investigación criminal es:
- imputar (identificar) a aquellas personas que podrían ser autoras del crimen investigado;
- reunir pruebas (semiplena prueba);
- "procesarlas" como presuntos autores del delito.

Una vez que la investigación preliminar se cierra y las potenciales personas sospechosas han sido imputadas, la causa se envía a otro juez o tribunal, para que se inicie el juicio.
Aunque no todos los sistemas y países son iguales, la "imputación" es el primer escalón en una escalera acusatoria del procedimiento penal, que se inicia durante la investigación, con la simple sospecha sin pruebas y finaliza en la demostración acabada de la culpabilidad de una persona, luego de que se realice el juicio y se agoten las revisiones:
- imputado (acusación formal sin pruebas, durante la etapa de investigación antes del juicio)
- procesado (acusación formal con semiplena prueba, durante la etapa de investigación antes del juicio)
- acusado en juicio (acusación formal con semiplena prueba, durante la etapa del juicio penal)
- condenado no firme (sentencia condenatoria en juicio basada en plena prueba, juicio finalizado)
- condenado firme (sentencia condenatoria en juicio basada en plena prueba sin recursos pendientes, luego del juicio)

La imputación no cancela la presunción de inocencia del acusado, cuestión que solo se resuelve al finalizar el juicio y agotar los recursos.

## Características del imputado
1. Adquirida la calidad de parte, es sujeto procesal, antepuesto al ejercicio de la acción penal y a la imputación.
2. Es parte en sentido formal, por lo tanto sujeto y no objeto de investigación, lo último ocurría en el Sistema Inquisitivo.
3. Es parte necesaria y esencial del proceso, ya que sin el Imputado, no tiene razón de ser la empresa procesal, se vuelve inútil.
4. Mientras no cese su calidad de Imputado, debe de soportar el peso de la imputación mientras dure el proceso, y en caso de un fallo definitivo desfavorable, debe someterse a la condena.
5. En su calidad de sujeto procesal, le amparan ciertas facultades, elevadas a las categorías de garantías procesales, como las de defensa en juicio, presunción de inocencia y otras.
6. Posee el poder de resistirse, no solo a la Acción Penal, sino también a la Acción Civil, a través del ejercicio del derecho de defensa.

## Derechos y garantías del imputado
Se observan una serie de principios en su favor, como la presunción de inocencia, que indica que el imputado es inocente siempre y cuando no haya sentencia condenatoria en su contra.
Todo imputado podrá hacer valer, hasta la terminación del proceso, los derechos y garantías que le confieren las leyes.

## Regulación por países

### Chile
El artículo 93 del Código Procesal Penal de Chile se señala que el imputado tiene el derecho de hacer valer, durante todo el proceso, los derechos y garantías que le confieren las leyes.

### Panamá
El artículo 464 del Libro segundo del Código Judicial establece lo siguiente, "La persona que pretenda hacer efectivo algún derecho o pretensión, que se declare su existencia o que se declare la inexistencia de uno adverso a sus intereses o la existencia o inexistencia de una relación jurídica que le concierna o afecte, puede pedirlo ante los tribunales en la forma prescrita en este Código."

### República Dominicana
El Artículo 95 del Código Procesal Penal dominicano  Archivado el 28 de octubre de 2020 en Wayback Machine. establece los derechos que le asisten a la persona a la cual se le está imputando un hecho. Reconociéndole a los acusados toda garantía constitucional.